# Calliphora vomitoria
La Calliphora vomitoria, conocida como mosca de botella azul, mosca de la botella azul de barba naranja, o abeja de la botella, es una especie de moscardón, una especie de la familia Calliphoridae. La Calliphora vomitoria es la especie tipo del género Calliphora. Es común en muchos continentes, como Europa, América y África. Son moscas bastante grandes, casi dos veces el tamaño de la mosca doméstica, con un abdomen azul metálico y largas setas anaranjadas en la gena.
Mientras que las moscas adultas se alimentan de néctar, las hembras depositan sus huevos en cadáveres en descomposición, lo que las convierte en importantes insectos forenses, ya que sus huevos y el momento de la oviposición pueden utilizarse para estimar la hora de la muerte.

## Descripción

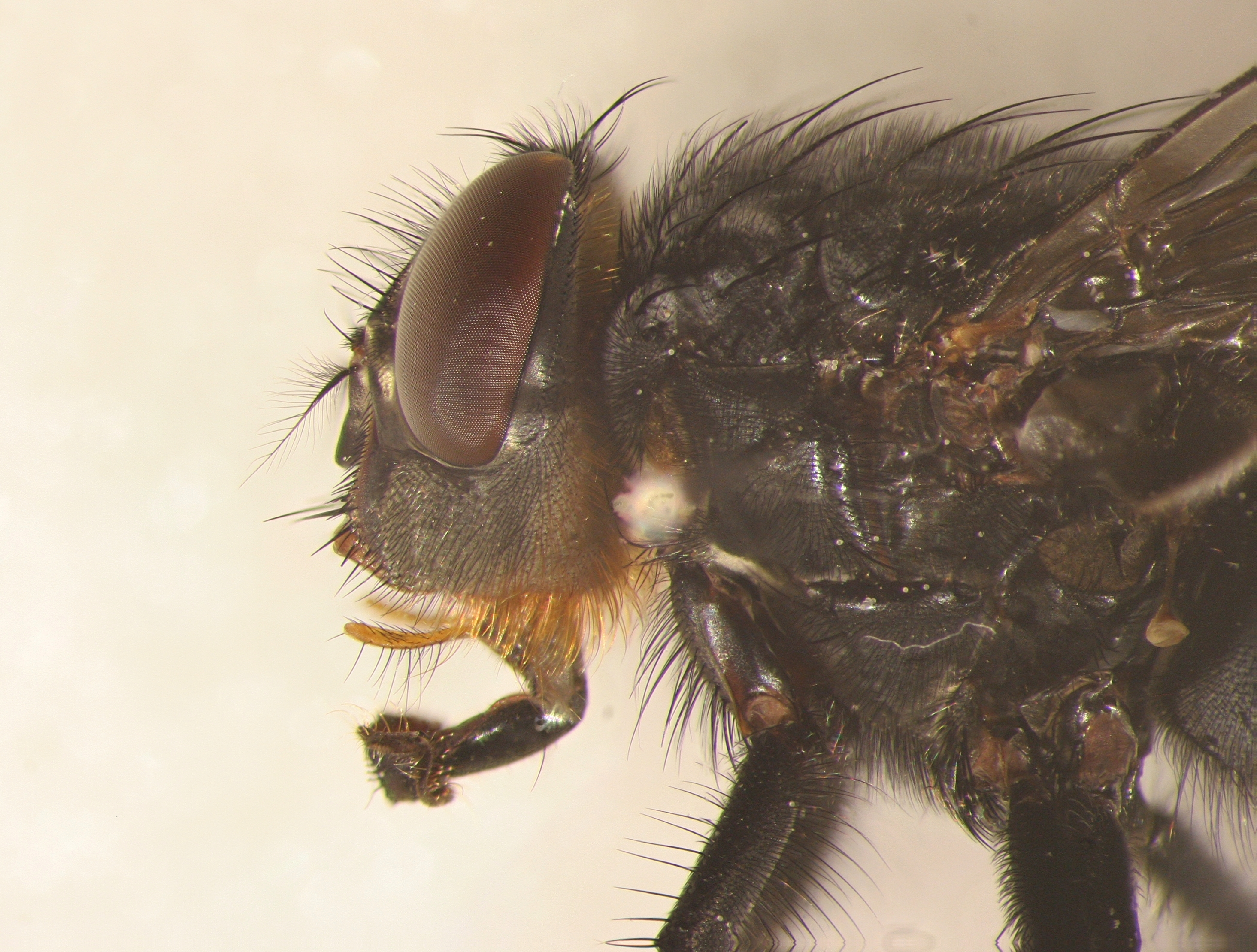
Primer plano lateral de un macho de C. vomitoria

La mosca de la botella azul suele medir entre 10 y 14 mm (3⁄8-9⁄16 pulgadas) de largo, casi el doble que una mosca doméstica. La cabeza y el tórax son de color gris apagado, y la parte posterior de la cabeza tiene largas setas de color amarillo anaranjado. El abdomen es de color azul metálico brillante con marcas negras. El cuerpo y las patas están cubiertos de pelos erizados negros. Tiene antenas cortas y aristadas y cuatro tarsos por pata. Los ojos son rojos y las alas transparentes. Las patas y las antenas son negras y rosadas. El tórax es de color púrpura brillante y tiene púas para protegerse de otras moscas. Para diferenciar a C. vomitoria de otras especies estrechamente emparentadas como Calliphora vicina, C. vomitoria puede identificarse por sus características «mejillas naranjas», que son los pelos anaranjados situados bajo los ojos. Además, C. vomitoria tiene una basicosta (base del ala) oscura, mientras que C. vicina tiene una basicosta amarilla. Todas estas características pueden identificarse con una simple fotografía.

## Distribución y hábitat
Calliphora vomitoria puede encontrarse en todo el mundo, incluida la mayor parte de Europa, Alaska, Groenlandia, el sur de México, Estados Unidos y el sur de África. Prefiere las zonas más elevadas en comparación con otras especies de Calliphoridae, como Lucilia sericata y Chrysomya albiceps. Se encuentran entre las moscas más abundantes de estas regiones.
La temperatura tiene un efecto significativo en la distribución. Como ocurre con la mayoría de las moscas, C. vomitoria abunda más durante la primavera y el verano, y menos durante el otoño y el invierno. El hábitat preferido de C. vomitoria varía según la estación. Durante el invierno y el verano, se encuentran sobre todo en zonas rurales (y en zonas ribereñas en menor medida). Durante la primavera y el otoño, se encuentran en zonas ribereñas.

## Ciclo de vida

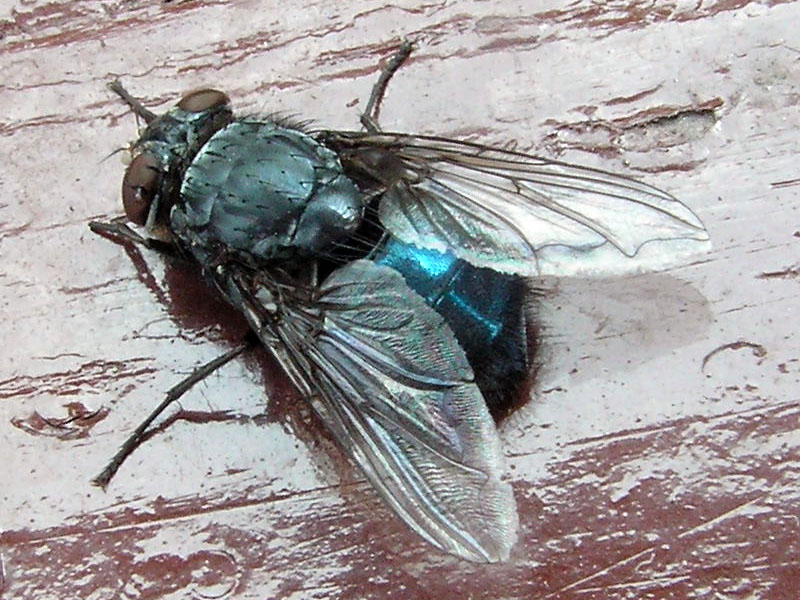
Un primer plano dorsal de la mosca

La mosca de botella azul tiene el ciclo completo de huevo, larva, pupa y adulto. El desarrollo suele durar unas dos semanas. Las larvas son ricas en proteínas y, en teoría, pueden utilizarse como alimento. La hembra de la mosca azul de la botella pone sus huevos donde se alimenta, normalmente en carne en descomposición, basura o heces. Las larvas, de color blanquecino pálido, comúnmente llamadas gusanos, eclosionan pronto de los huevos e inmediatamente comienzan a alimentarse de cadáveres de animales muertos y de la materia en descomposición donde nacieron. En ese momento se arrastran hasta un lugar más seco donde se entierran en el suelo o en materia similar y pupan en capullos marrones resistentes. La fase de pupa es la más larga del ciclo de desarrollo.
Al cabo de dos o tres semanas, los adultos emergen del estado de pupa para aparearse, comenzando de nuevo el ciclo. La duración normal de la fase adulta oscila entre 10 y 14 días; sin embargo, cuando hace frío, las pupas y los adultos pueden hibernar hasta que las temperaturas más altas los reaniman.

### Metamorfosis y muerte celular
Experimentar la metamorfosis requiere una gran cantidad de cambios para la mosca, como la muerte celular. Aunque comúnmente se cree que la muerte celular programada y la apoptosis son lo mismo, no siempre es así. Al principio de la metamorfosis, durante la fase larvaria, las células de las glándulas salivales de las larvas de Calliphora vomitoria están programadas para autodestruirse. Tras alimentarse lo suficiente, las larvas descansan y se produce una fase inicial de síntesis de proteínas que culmina con la producción de grandes cantidades de proteínas. Esto ocurre desde el día 1 hasta el día 8 aproximadamente. A continuación, en el día 9, se produce la muerte celular de las células de las glándulas salivales. Este patrón de síntesis y destrucción no debe confundirse con la apoptosis, ya que no se observa degeneración del ADN y las células se muestran vacuoladas e hinchadas (en lugar de condensarse y encogerse, como en el caso de la apoptosis). En cambio, la expresión selectiva y la síntesis de ADN se producen durante la muerte celular programada de las células de las glándulas salivales.

## Alimentación

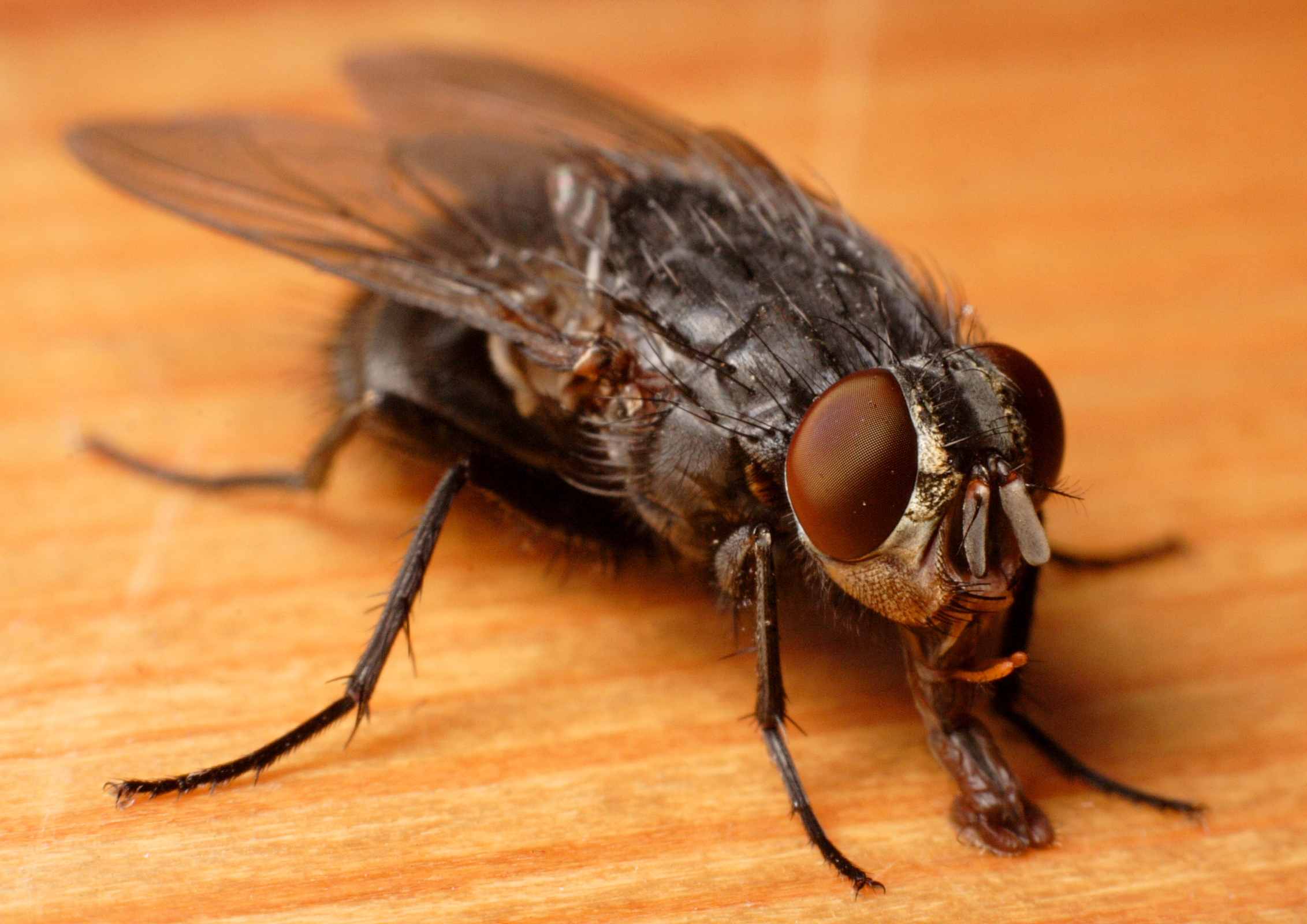
Calliphora vicina, pariente cercano de C. vomitoria

Al igual que otros moscardones, C. vomitoria coloniza restos de animales, incluidos los humanos. Mientras que los adultos de C. vomitoria se alimentan de néctar, las larvas lo hacen de cadáveres, el medio en el que crecen. Sin embargo, se ha demostrado que la alimentación en sustratos procesados (alimentos que se modifican para el consumo humano aumentando la vida útil y el sabor mediante salazón, curado, ahumado, etc.) proporcionaba un crecimiento mucho mejor que los sustratos no procesados, como el hígado crudo sin modificar. Dado que los diferentes sustratos afectaban drásticamente al crecimiento, C. vomitoria se caracteriza por ser un especialista que utiliza mejor los sustratos procesados (carnes picadas, por ejemplo). Su pariente cercano, Calliphora vicina, es un generalista, capaz de utilizar sustratos mixtos con iguales tasas de crecimiento. En caso de hacinamiento, la competencia de C. vomitoria se compensa con una mayor velocidad de desarrollo, lo que da lugar a larvas y adultos más pequeños. Esto tiene complicaciones en medicina forense porque las distintas partes del cuerpo crecerían a ritmos diferentes. Además, se ha demostrado que las larvas de la mosca son capaces de colonizar incluso restos enterrados. Las tasas de crecimiento son similares entre las larvas de superficie y las enterradas. Normalmente, estas moscas ponen sus huevos alrededor de las heridas en cadáveres frescos poco después de la muerte. Justo antes de la fase de pupa, la larva de mosca que abandona la carroña puede excavar en el suelo para pupar. Entonces emergen las moscas adultas. En los cadáveres en descomposición se ha observado que dominan las moscas Calliphoridae, especialmente C. vomitoria. Tanto en primavera como en otoño, C . vom itoria es la principal especie encontrada en los cadáveres. En algunos casos, C . vomitoria comparte los cadáveres con otras especies de califóridos como Lucilia caesar.

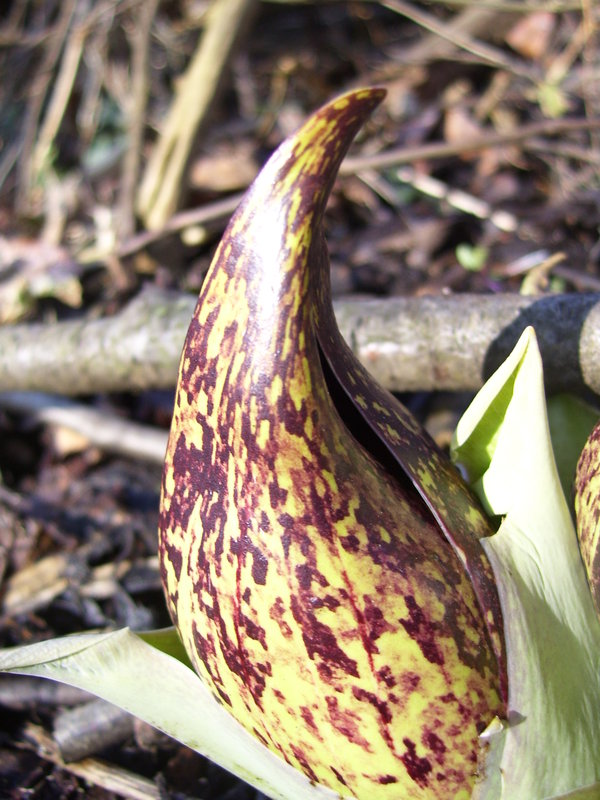
C. vomitoria es un polinizador conocido de la col de zorrillo

Los adultos de la mosca azul se alimentan de néctar y son polinizadores de flores. Les atraen especialmente las flores con olores fuertes, como las que se han adaptado para oler a carne podrida. Entre las plantas polinizadas por la mosca se encuentran la col zorrillo (Symplocarpus foetidus), el pawpaw americano (Asimina triloba), el arum de caballo muerto (Helicodiceros muscivorus), la vara de oro y algunas especies de la familia de las zanahorias. Estos insectos tienden a volar en manada para detectar posibles fuentes de alimento de forma más eficaz. Si una mosca detecta comida, dispersa una feromona que alertará a las demás.

## Cuidado parental
Las moscardas como C. vomitoria ponen sus huevos en carroñas, que son escasas en la mayoría de los lugares, por lo que estos cadáveres acaban con muchos huevos de varias especies. Como resultado, se produce una alta densidad larvaria. De hecho, cuando hay muchos otros individuos alrededor del lugar, las hembras preñadas aumentan la tasa de oviposición (lo que incrementa el número de crías), probablemente provocada por el contacto y la estimulación química. Sin embargo, el gran número de larvas acaba siendo beneficioso para cada individuo. Las larvas se alimentan mediante la secreción de enzimas que descomponen los tejidos del cadáver, por lo que al agregarse en gran número estas secreciones son más eficaces, lo que facilita la alimentación. Además, la gran agregación ayuda a generar calor y a mantener calientes las larvas, ya que las moscas suelen preferir temperaturas más cálidas. Una complicación del elevado número de individuos es que la competencia sigue siendo un factor, ya que las larvas de la periferia pueden quedar al margen de la alimentación, y al final del ciclo de desarrollo emergen desnutridas y de tamaño inferior al normal.

## Fisiología

### Vuelo nocturno
Se ha sugerido que C. vomitoria rara vez vuela de noche, independientemente de la presencia de un cadáver. Por lo tanto, es posible que no depositen huevos en los cadáveres durante la noche. Esto es relevante para la ciencia forense, ya que el momento aproximado de la oviposición sería durante el día.

Cadenas A y B de insulina unidas por puentes disulfuro

### Hormonas
Las células neurosecretoras medias (MNC) del cerebro de las especies de Calliphora contienen hormonas peptídicas parecidas a la insulina. Esto quedó demostrado cuando los investigadores fueron capaces de unir estos péptidos similares a la insulina con anticuerpos de insulina bovina. Esto demuestra que una hormona de insecto puede ser estructuralmente análoga a una importante hormona de mamífero y plantea la posibilidad de que estos materiales similares a la insulina o polipéptidos sirvieran como hormonas reguladoras del sistema nervioso central antes de ser hormonas reguladoras metabólicas.

### Órgano adhesivo
En la región terminal del 5º segmento tarsal, la C. vomitoria contiene pulvili, que son las patas peludas en forma de cojín de los insectos y muchos artrópodos situadas en la base de sus dos garras. Los pelos que sobresalen de la superficie ventral son la clave de la capacidad de adhesión de estas moscas. Además, tienen grandes garras que les ayudan a agarrarse a superficies irregulares para evitar caerse. Calliphora vomitoria, al igual que otros moscardones, también segrega lípidos no volátiles a través de los pelos que son importantes para una mayor adherencia. Mediante una combinación del agarre físico de las garras y los pelos y la tensión superficial creada por las secreciones lipídicas, son capaces de adherirse a superficies lisas con facilidad.

## Interacción con los humanos

### Forense
Estas moscas se encuentran entre las pruebas de insectos más importantes en la ciencia forense, concretamente para obtener el tiempo de colonización (TOC) y el intervalo post mortem (PMI). Las especies de Calliphora son las más importantes en las regiones templadas debido a su tasa de crecimiento en función de la temperatura. Conociendo la temperatura, se puede estimar el tiempo transcurrido desde la puesta de los huevos. Además, C. vomitoria tiene una temperatura umbral de crecimiento superior a la de muchas especies; asimismo, está presente en muchas regiones. Sin embargo, su uso tiene un límite, ya que pocas especies pueden sobrevivir a temperaturas frías; la mayoría no puede continuar su desarrollo a menos que la temperatura sea superior a unos 2 °C (36 °F).
La degradación de los cadáveres puede dividirse en seis fases distintas: fase de descomposición, fase fresca, fase hinchada, fase de descomposición activa, fase de descomposición avanzada y fase de restos. Los adultos de C. vomitoria aparecen por primera vez en los cadáveres durante la fase de hinchazón, seguidos de las larvas entre 1 y 3 días después. Durante la fase de descomposición activa, la población de larvas de moscardón alcanza su pico.

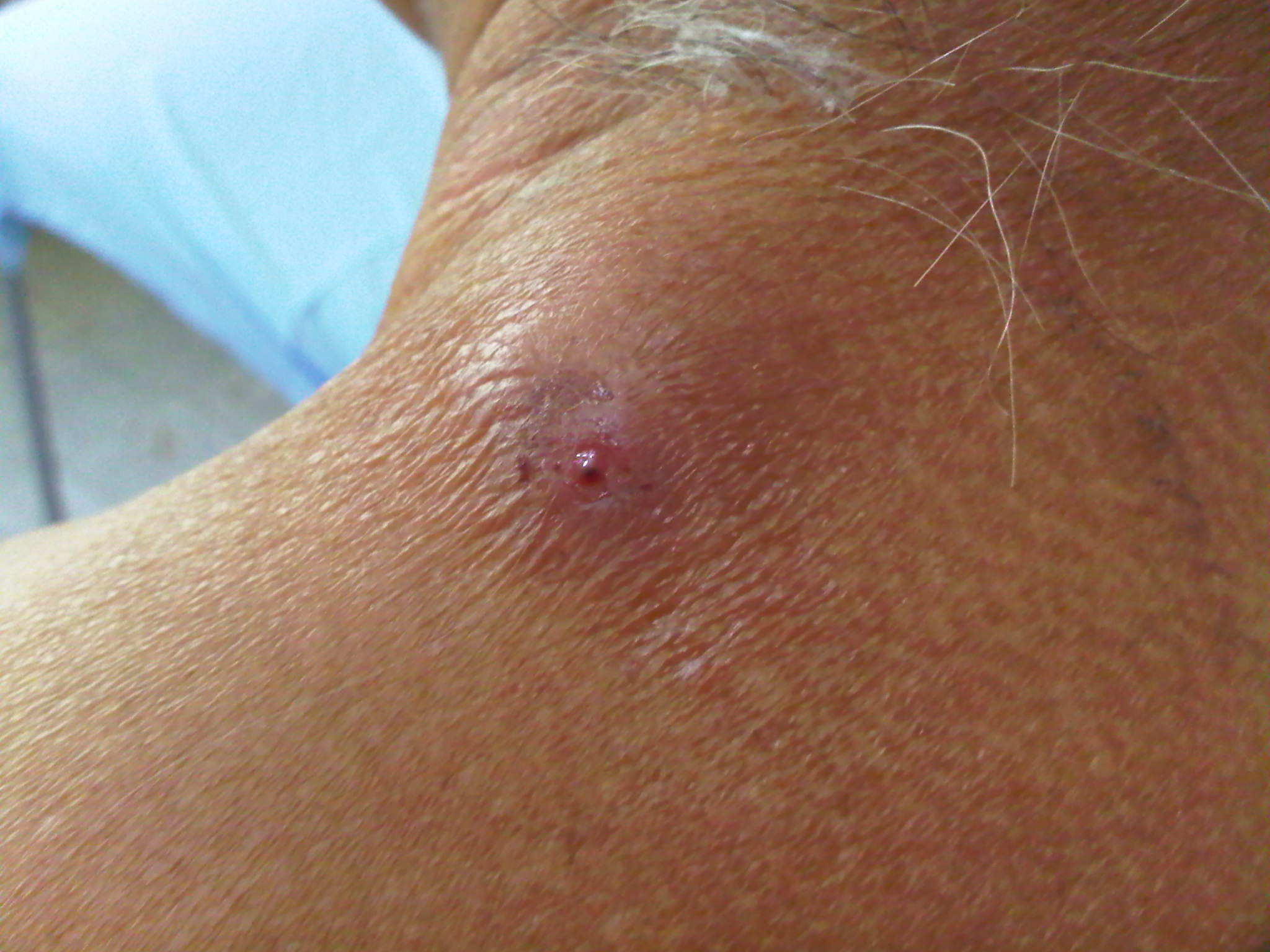
Miasis en un cuello humano

En los cadáveres enterrados, la identificación de C. vomitoria también permite obtener información sobre el tiempo transcurrido desde el enterramiento y la forma en que se conservó el cuerpo (por encima o por debajo del suelo antes de enterrarlo). Sin embargo, el estudio de estas moscas se limita a las zonas en las que hay entomólogos disponibles, ya que los ciclos biológicos pueden diferir en distintas regiones. Estas historias vitales difieren de forma sutil debido a diferencias climáticas como la temperatura y la altitud. Así pues, deben tenerse en cuenta estas restricciones para poder establecer el momento adecuado de colonización (TOC) y el intervalo post mortem (PMI).
Esta mosca azul también puede causar miasis humana o animal (parasitación en un individuo vivo). Los forenses a veces la identifican en el curso de su trabajo, como en un caso de autopsia de un niño abandonado.

#### Identificación
Calliphora vomitoria no suele ser la única especie presente en la carroña, por lo que es necesario algún proceso de identificación de la especie correcta para evitar falsas estimaciones del momento de la muerte debido a que tienen ciclos de desarrollo diferentes. En el pasado se utilizaban simples diferencias morfológicas para diferenciar las especies. Sin embargo, resulta muy difícil en las escenas del crimen, ya que la mayoría de las veces estos lugares no son ideales y la conservación de las especies de insectos dista mucho de ser buena. Los métodos que mejor pueden diferenciar las especies son el ADN, el ADN mitocondrial y el gen COI. El gen COI utilizado junto con enzimas de restricción ha demostrado ser un método relativamente rápido y sencillo para distinguir entre especies de moscardón con buena precisión.

#### Intervalo post mortem
El intervalo post mortem (PMI) es el tiempo transcurrido entre la muerte y el descubrimiento de un cadáver. Calliphora vomitoria es importante para las estimaciones del PMI porque es una de las primeras especies en poner huevos en el cadáver. Hay dos formas de estimar el PMI. Una consiste en matar las larvas y luego comparar su longitud y temperatura con las de los datos normalizados. Otra forma de calcular el PMI consiste en calcular las horas/día grado acumuladas (ADH/D) que necesita una larva para alcanzar una determinada fase de desarrollo. Este último método es el más aceptado para calcular el PMI.

#### Importancia legal
Por ser una de las moscas más abundantes y por su tendencia a ser la primera en el caso (carroña), son muy útiles en las investigaciones judiciales. Otras especies de Calliphora, aunque importantes como parásitos de los humanos, no lo son tanto simplemente porque se encuentran con menos frecuencia. Sin embargo, no existe un consenso claro sobre la distribución de las moscas, ya que diferentes zonas atraen a distintas especies de moscas, por lo que deberían realizarse investigaciones de campo en zonas locales para confirmar la presencia o ausencia de estos importantes recursos forenses.

### Polinización de los cultivos
La Calliphora vomitoria a veces puede polinizar cultivos, funcionando especialmente bien con cultivos muy perfumados. Sin embargo, también puede transmitir bacterias patógenas como Xanthomonas campestris pv. campestris a las flores, lo que da lugar a semillas infectadas.

## Galería
|               |
| Vista lateral |

|     |
| Ala |

|                                  |
| Detalle de la estructura del ojo |

|                     |
| Listo para despegar |

|                    |
| Vista desde arriba |